# Летовчан Томашевечки
Летовчан Томашевечки (хрв. Letovčan Tomaševečki) је насељено место у граду Клањец, Крапинско-загорска жупанија, Хрватска.

## Историја
До територијалне реорганизације у Хрватској био је у саставу старе општине Клањец.

## Становништво
У попису становништва из 2011. Летовчан Томашевечки је имао 69 становника.
| Број становника према пописима | Број становника према пописима | Број становника према пописима | Број становника према пописима | Број становника према пописима | Број становника према пописима | Број становника према пописима | Број становника према пописима | Број становника према пописима | Број становника према пописима | Број становника према пописима | Број становника према пописима | Број становника према пописима | Број становника према пописима | Број становника према пописима | Број становника према пописима |
| ------------------------------ | ------------------------------ | ------------------------------ | ------------------------------ | ------------------------------ | ------------------------------ | ------------------------------ | ------------------------------ | ------------------------------ | ------------------------------ | ------------------------------ | ------------------------------ | ------------------------------ | ------------------------------ | ------------------------------ | ------------------------------ |
| 1857                           | 1869                           | 1880                           | 1890                           | 1900                           | 1910                           | 1921                           | 1931                           | 1948                           | 1953                           | 1961                           | 1971                           | 1981                           | 1991                           | 2001                           | 2011                           |
| 73                             | 85                             | 85                             | 102                            | 130                            | 120                            | 129                            | 134                            | 135                            | 141                            | 137                            | 133                            | 97                             | 93                             | 86                             | 69                             |

1. ↑  - Republika Hrvatska - Državni zavod za statistiku: Naselja i stanovništvo Republike Hrvatske 1857.-2001.